# Acacia scirpifolia
Acacia scirpifolia — вид квіткових рослин з родини бобових. Ареал: Австралія (Західна Австралія).

## Середовище
Росте на гравійно-піщаних ґрунтах. Часто розташований на узбіччях доріг.

## Біоморфологічна характеристика
Цей густий кущ або дерево зазвичай виростає до висоти від 1 до 4 метрів. Він має голі та вигнуті гілочки з опадними світло-коричневими прилистками завдовжки від 2 до 6 мм. Гладкі, м'ясисті, зелені філодії округлі чи майже округлі в перерізі, мають довжину від 7 до 20 см і ширину від 1 до 1,5 мм, злегка вигнуті на верхівці. Цвіте з серпня по жовтень жовтими квітками. Суцвіття розташовані на китицях групами по три-шість штук. Кулясті квіткові головки мають діаметр від 5 до 6 мм і містять від 20 до 30 золотистих квіток. Після цвітіння формуються коробочки, що нагадують нитку намистин, у довжину до 16 см і вшир від 4 до 5 мм. Блискуче чорне насіння має довжину від 5 до 7 мм та еліптичну, вузькоеліптичну або вузько видовжену форму.

## Таксономія
Вперше вид був офіційно описаний ботаніком Карлом Мейснером у 1855 році в роботі «Botanische Zeitung». У 2003 році Леслі Педлі перекласифікував його як Racosperma scirpifolium, а у 2006 році повернув до роду Acacia. Вид часто плутають з Acacia restiacea .